# Maziar
Maziar ou Maizade (em persa médio: ; em mazandarani/persa: مازیار, Māzyār) foi um príncipe iraniano da dinastia carinvândida, que foi o governante (ispabade) da região montanhosa do Tabaristão de 825/6 a 839. Por sua resistência ao Califado Abássida, é considerado um dos heróis nacionais do Irã pela historiografia nacionalista iraniana do século XX. Seu nome significa "protegido pelo iazata da lua".

## Origem
Maziar pertencia à dinastia carinvândida, que descendia de Sucra, um poderoso magnata da Casa de Carano, que foi o governante de fato do Império Sassânida de 484 a 493. No entanto, devido à sua grande influência e poder, foi exilado e executado pelo xainxá Cavades I (r. 488–496 e 498–531). Sucra deixou oito filhos, sendo um deles Carim, que em troca de ajudar Cosroes I (r. 531–579), o filho de sucessor de Cavades, contra o Grão-Canato Turco Ocidental na década de 550, recebeu terras ao sul de Amol no Tabaristão, iniciando assim a dinastia.

## Primeiros anos
Maziar sucedeu ao pai Carim ibne Vindaurmusde em cerca 817. No entanto, seus territórios foram logo invadidos pelo governante bavândida Xariar I, que o derrotou e forçou a fugir. Maziar se refugiou com seu primo Vinda-Umide, que o traiu e o entregou a Xariar. Maziar conseguiu escapar e chegar à corte do califa abássida Almamune. Lá, conheceu um de seus astrólogos, Iáia ibne Almunajim, um persa que havia se convertido recentemente ao Islã e pertencia à família Banu Munajim. Maziar logo também abraçou o Islã,[a] e Almamune lhe deu o título de "Servo do Comandante dos Fiéis" (maula miramolim) e o nome muçulmano de Alboácem Maomé.
Maziar também recebeu as cidades de Ruiã e Damavande no Tabaristão como seu feudo, e foi nomeado cogovernador do Tabaristão com o estadista abássida Muça ibne Hafes. Em 822/823, retornou ao Tabaristão com reforços abássidas e começou a lidar com seus inimigos - exilou seu irmão Cuiar e o filho de Xariar I, Carim I, que era seu sobrinho. Em 825/6, invadiu os domínios bavândidas e capturou o filho e sucessor de Xariar, Sapor. Seu tio, Vinda-Umide, também foi derrotado e logo depois morto. Assim uniu as terras altas sob seu próprio governo. Então assumiu os títulos de Guilguilã, Ispabade e xá de Padiscuargar, todos títulos usados pelo rei dabuída do Tabaristão do século VIII, Farrucã, o Grande (r. 712–728).

## Reinado

### Governo como Ispabade do Tabaristão

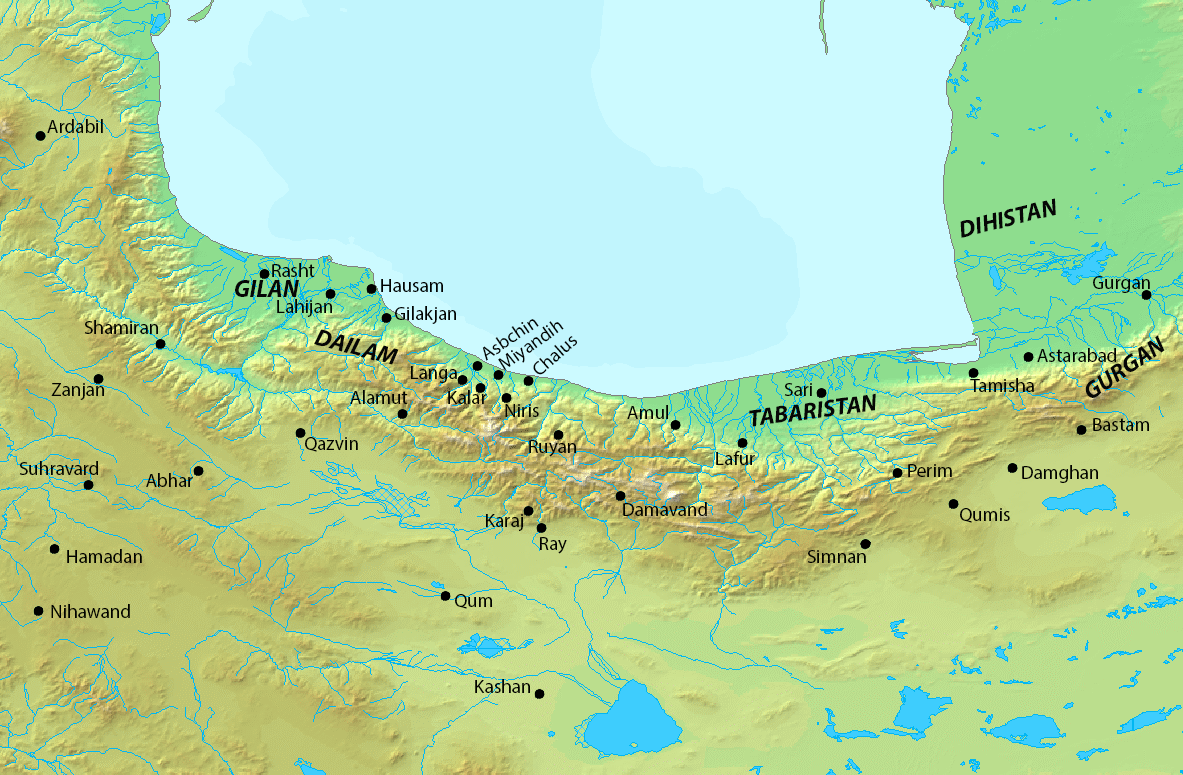
Mapa do norte do Irã

Sapor, sabendo que Maziar planejava matá-lo, enviou uma mensagem secreta a Muça, disposto a pagar-lhe 100 mil dirrãs se o afirmasse como seu próprio prisioneiro. Muça respondeu dizendo que sua melhor chance seria se converter ao Islã e se tornar um cliente do califa. Muça, nervoso de Maziar saber de sua comunicação secreta com Sapor, perguntou-lhe como reagiria se Sapor se convertesse ao Islã e se oferecesse para se tornar um cliente do califa. Maziar não respondeu, mas mandou decapitar Sapor no mesmo dia, o que irritou muito Muça. Maziar, temendo as consequências de matar Sapor sem consenso, pediu desculpas a Muça. Maziar começou a construir mesquitas em várias cidades, saqueou com sucesso os territórios dos dailamitas e teve grande número deles reassentados na fronteira de Musne. Em 826/7, Muça morreu e foi sucedido por seu filho Maomé ibne Muça, a quem Maziar não prestou atenção. Continuou a expandir sua influência, mas suas políticas foram consideradas pelos muçulmanos do Tabaristão como opressivas. Os muçulmanos do Tabaristão e o príncipe bavândida Carim I começaram a reclamar com Almumine sobre o comportamento de Maziar, mas não conseguiram colocar o califa contra ele.
Depois que Almumine se envolveu em uma guerra contra o Império Bizantino, Maziar aproveitou a oportunidade para prender Maomé ibne Muça sob a acusação de estar secretamente envolvido com os álidas. Almumine logo reconheceu o governo de Maziar sobre o Tabaristão e suas regiões vizinhas. Quando morreu em 833, foi sucedido por seu meio-irmão Almotácime, que também reconheceu Maziar como o governante do Tabaristão. No entanto, quando o governante taírida Abedalá ibne Tair exigiu o pagamento do imposto sobre a terra (caraje), ele recusou e alegou preferir pagar diretamente aos oficiais do califa. Abedalá, reivindicando o Tabaristão como seu próprio feudo, então exigiu que libertasse Maomé ibne Muça. Maziar, no entanto, mais uma vez se recusou a obedecer a Abedalá, e este foi até Almotácime para acusá-lo.

### Rebelião
Sentindo-se ameaçado, Maziar se rebelou contra o Califado Abássida, um ato que foi amplamente apoiado pelos nativos zoroastristas, que começaram a saquear as aldeias muçulmanas e as regiões fronteiriças controladas pelos abássidas. Maziar tentou garantir a lealdade dos nobres do Tabaristão e aprisionou qualquer um em quem não confiasse. De acordo com o historiador medieval ibne Isfandiar em seu Tarikh-e-Tabaristan, teria proclamado:
| “ | Afexim, filho de Cavus, Babaque Corrandim, e eu fizemos juramento e fidelidade de que tomaríamos o país de volta dos árabes e transferiríamos o governo e o país de volta para a família do Casraviã. | ” |

Abedalá e Almotácime enviaram cinco exércitos que entraram no Tabaristão por todos os lados. Maziar nomeou seu irmão Cuiar como o defensor das montanhas carivândidas, e o bavândida Carim I como o defensor do Tabaristão Oriental. No entanto, o Tabaristão caiu rapidamente na invasão abássida: várias cidades foram pegas de surpresa, enquanto Carim I traiu Maziar e concordou em ajudar os abássidas em troca de ser restaurado como governante dos domínios de sua família. O povo de Sari se revoltou contra Maziar e ele foi traído por seu irmão, que o capturou e o entregou a Almotácime. Maziar foi levado para Samarra, onde foi executado. Seu corpo mais tarde foi enforcado junto com o corpo de Babaque Corrandim. O irmão de Maziar, Cuiar, foi morto pouco depois por seus próprios soldados dailamitas por causa de sua traição a Maziar. Isso marcou o fim da dinastia carinvândida. Isso deixou os taíridas como os governantes do Tabaristão, e Carim I foi restaurado como o governante da dinastia bavândida como um vassalo.